# Dream Girl
『Dream Girl』は、ゴスペラーズの47枚目のシングル。キューンミュージックから2015年9月9日に発売された。

## 概要
前作『クリスマス・クワイア』から約10ヶ月ぶり、デビュー21年目初のシングルである。
初回限定盤と通常盤の2種類でリリースされており、初回限定盤には、「月光」、「Heartbeats」、「裸身」、「Yes,No,Yes...」、「告白」で構成されたメドレー、Sweet & Mellow Medley「月明かりのドレスで」のDVDが付属している。

## 収録曲

### CD
1. Dream Girl [4:58]
  - 作詞：TIGER／作曲・編曲：平田祥一郎
2. 星降る夜のシンフォニー [5:11]
  - 作詞：安岡優／作曲：本山清治／編曲：平田祥一郎

### DVD（初回生産限定盤のみ）
1. Sweet & Mellow Medley「月明かりのドレスで」
  - ゴスペラーズ坂ツアー2014〜2015”G20”、中野サンプラザホール公演（2015年5月23日）のライブ映像[5]。

## カバー
星降る夜のシンフォニー
- FlowBack - 『BOYS meet HARMONY』に収録。